# The Star Maker
The Star Maker (Brasil: Berço de Estrelas / Portugal: O Criador de Estrelas) é um filme estadunidense de 1939, do gênero comédia musical, dirigido por Roy Del Ruth e estrelado por Bing Crosby e Linda Ware. O filme é a biografia não muito fiel do empresário de vaudeville Gus Edwards, descobridor de Eddie Cantor, entre outros. A própria Paramount usou o filme para lançar futuros astros, mas o único que vingou foi Janet Waldo, que ficou famosa ao fazer a voz de Judy Jetson na série de TV The Jetsons.
Crosby canta, entre outras, as canções A Man and His Dream e o grande sucesso An Apple for the Teacher, ambas da dupla Johnny Burke e James V. Monaco.

## Sinopse
Casado com Mary e sem dinheiro, o compositor Larry Earl resolve empresariar jovens talentos e levá-los à fama. Depois de bem sucedidas investidas pelo interior do país, ele decide montar o primeiro musical da Broadway apenas com crianças, mas tem seus planos frustrados por uma nova lei que impede que elas trabalhem após as dez horas da noite. Quando se encontra no fundo do poço, Larry toma conhecimento de uma nova mídia, o rádio, e logo imagina um meio de reconciliar-se com o sucesso.

## Elenco
| Ator/Atriz       | Personagem       |
| ---------------- | ---------------- |
| Bing Crosby      | Larry Earl       |
| Linda Ware       | Jane Gray        |
| Louise Campbell  | Mary             |
| Ned Sparks       | Speed King       |
| Laura Hope Crews | Carlotta Salvini |
| Walter Damrosch  | Walter Damrosch  |
| Janet Waldo      | Stella           |